# Dead End Kings
Albums de Katatonia
Night Is the New Day
(2009) Introducing Katatonia
(2013)
Singles
1. Buildings
Sortie : 20 août 2012
2. Lethean
Sortie : 2 décembre 2012

Dead End Kings est le neuvième album du groupe de metal suédois Katatonia, sorti en 2012 sous le label Peaceville Records.

## Liste des chansons
Toute la musique est composée par Katatonia.
| No  | Titre                                                          | Durée |
| --- | -------------------------------------------------------------- | ----- |
| 1.  | The Parting                                                    | 4:52  |
| 2.  | The One You Are Looking for is Not Here (with Silje Wergeland) | 3:52  |
| 3.  | Hypnone                                                        | 4:07  |
| 4.  | The Racing Heart                                               | 4:06  |
| 5.  | Buildings                                                      | 3:28  |
| 6.  | Leech                                                          | 4:23  |
| 7.  | Ambitions                                                      | 5:07  |
| 8.  | Undo You                                                       | 4:56  |
| 9.  | Lethean                                                        | 4:39  |
| 10. | First Prayer                                                   | 4:28  |
| 11. | Dead Letters                                                   | 4:49  |